# GP Ouest France-Plouay 2011 (mannen)
De 75e editie van de GP Ouest France-Plouay werd verreden op zondag 28 augustus 2011.

## Deelnemende ploegen
Er deden 24 ploegen mee.
| 18 UCI World Tour-ploegen | 18 UCI World Tour-ploegen | 18 UCI World Tour-ploegen | 6 wildcards                 |
| ------------------------- | ------------------------- | ------------------------- | --------------------------- |
| AG2R-La Mondiale          | Team Katjoesja            | Quick Step                | Bretagne-Schuller           |
| Pro Team Astana           | Lampre-ISD                | Rabobank                  | Cofidis, le crédit en ligne |
| BMC Racing Team           | Team Leopard-Trek         | Team RadioShack           | Team Europcar               |
| Euskaltel-Euskadi         | Liquigas-Cannondale       | Saxo Bank-Sungard         | Française des Jeux          |
| Team Garmin-Cervélo       | Team Movistar             | Sky ProCycling            | Saur-Sojasun                |
| Team HTC-High Road        | Omega Pharma-Lotto        | Vacansoleil-DCM           | Skil-Shimano                |

## Wedstrijd

### Parcours
De wedstrijd werd verreden op een parcours van 19,1 km, het peloton moest deze ronde dertien keer afleggen.

### Verloop
Acht renners vormden lange tijd een kopgroep: Jack Bobridge, Mikaël Cherel, Mauro Finetto, Marcello Pavarin, Michał Kwiatkowski, Sébastien Duret, Cyril Gautier en Guillaume Levarlet. Van de favorieten was Thomas Voeckler de eerste die een aanval plaatste, maar hij kwam niet weg. Vijf kilometer voor het einde viel Simon Gerrans aan, maar het was Grega Bole die alleen vooraan terechtkwam en het sprintende peloton net voorbleef.

## Uitslag
| GP Ouest France-Plouay 2011 |                    |                     |          |
| Plaats                      | Naam               | Ploeg               | Tijd     |
| Winnaar                     | Grega Bole         | Lampre-ISD          | 6u32'40" |
| 2                           | Simon Gerrans      | Sky ProCycling      | z.t.     |
| 3                           | Thomas Voeckler    | Team Europcar       | z.t.     |
| 4                           | Thor Hushovd       | Team Garmin-Cervélo | z.t.     |
| 5                           | Giacomo Nizzolo    | Team Leopard-Trek   | z.t.     |
| 6                           | Arnaud Gérard      | Française des Jeux  | z.t.     |
| 7                           | José Joaquín Rojas | Team Movistar       | z.t.     |
| 8                           | Fumiyuki Beppu     | Team RadioShack     | z.t.     |
| 9                           | Julien Simon       | Saur-Sojasun        | z.t.     |
| 10                          | Yoann Offredo      | Française des Jeux  | z.t.     |
|                             |                    |                     |          |
| 14                          | Wouter Mol         | Vacansoleil-DCM     | z.t.     |
| 15                          | Maarten Wynants    | Rabobank            | z.t.     |

Bretagne Classic: 1931 · 1932 · 1933 · 1934 · 1935 · 1936 · 1937 · 1938 · 1939 - 1944 · 1945 · 1946 · 1947 · 1948 · 1949 · 1950 · 1951 · 1952 · 1953 · 1954 · 1955 · 1956 · 1957 · 1958 · 1959 · 1960 · 1961 · 1962 · 1963 · 1964 · 1965 · 1966 · 1967 · 1968 · 1969 · 1970 · 1971 · 1972 · 1973 · 1974 · 1975 · 1976 · 1977 · 1978 · 1979 · 1980 · 1981 · 1982 · 1983 · 1984 · 1985 · 1986 · 1987 · 1988 · 1989 · 1990 · 1991 · 1992 · 1993 · 1994 · 1995 · 1996 · 1997 · 1998 · 1999 · 2000 · 2001 · 2002 · 2003 · 2004 · 2005 · 2006 · 2007 · 2008 · 2009 · 2010 · 2011 · 2012 · 2013 · 2014 · 2015 · 2016 · 2017 · 2018 · 2019 · 2020 · 2021 · 2022 · 2023 · 2024
Classic Lorient Agglomération: 1999 · 2000 · 2001 · 2002 · 2003 · 2004 · 2005 · 2006 · 2007 · 2008 · 2009 · 2010 · 2011 · 2012 · 2013 · 2014 · 2015 · 2016 · 2017 · 2018 · 2019 · 2020 · 2021 · 2022 · 2023 · 2024
 Tour Down Under · 
 Parijs-Nice · 
 Tirreno-Adriatico · 
 Milaan-San Remo · 
 Ronde van Catalonië · 
 Gent-Wevelgem · 
 Ronde van Vlaanderen · 
 Ronde van het Baskenland · 
 Parijs-Roubaix · 
 Amstel Gold Race · 
 Waalse Pijl · 
 Luik-Bastenaken-Luik · 
 Ronde van Romandië · 
 Ronde van Italië · 
 Critérium du Dauphiné · 
 Ronde van Zwitserland · 
 Ronde van Frankrijk · 
 Clásica San Sebastián · 
 Ronde van Polen · 
  Eneco Tour · 
 Ronde van Spanje · 
 Vattenfall Cyclassics · 
 GP Ouest France-Plouay · 
 Grote Prijs van Quebec · 
 Grote Prijs van Montreal · 
 Ronde van Peking · 
 Ronde van Lombardije